# Michael Zullo
Michael Zullo (Brisbane, 11 september 1988) is een Australisch voetballer die overal op de linkerflank uit de voeten kan.
Hij tekende in juli 2015 een contract voor één seizoen bij Melbourne City. Dat lijfde hem transfervrij in nadat zijn contract bij FC Utrecht afliep. In 2016 ging hij naar Sydney FC.
Hij kwam tienmaal uit in het Australisch voetbalelftal.

## Statistieken
| Seizoen | Club              | Wedstrijden | Goals | Competitie |
| ------- | ----------------- | ----------- | ----- | ---------- |
| 2007/08 | Queensland Roar   | 17          | 1     | A-League   |
| 2008/09 | Queensland Roar   | 23          | 1     | A-League   |
| 2009/10 | Brisbane Roar     | 13          | 0     | A-League   |
| 2010/11 | FC Utrecht        | 6           | 0     | Eredivisie |
| 2011/12 | FC Utrecht        | 15          | 0     | Eredivisie |
| 2012/13 | FC Utrecht        | 13          | 0     | Eredivisie |
| 2013/14 | → Adelaide United | 24          | 0     | A-League   |
| 2014/15 | FC Utrecht        | 0           | 0     | Eredivisie |
| 2015/16 | Melbourne City    | 15          | 0     | A-League   |
| 2016/17 | Sydney FC         | 28          | 0     | A-League   |
| 2017/18 | Sydney FC         | 20          | 1     | A-League   |
| Totaal  | Totaal            | 174         | 3     |            |